# Gautier Granier
 (juillet 2017).
Si vous disposez d'ouvrages ou d'articles de référence ou si vous connaissez des sites web de qualité traitant du thème abordé ici, merci de compléter l'article en donnant les références utiles à sa vérifiabilité et en les liant à la section « Notes et références ».
Gautier Granier, est l’un des fils de Eustache Granier et de Emma de Chocques.
Après le décès de son père (1123), il posséda la seigneurie de Césarée jusqu’à sa mort en 1154.
Il était un des vassaux du royaume de Jérusalem en tant que seigneur de Césarée, succédant à son père Eustache Granier (ou Grenier) à sa mort en 1123. Il était le frère jumeau de Géraud Granier, comte de Sidon (parfois appelé Eustache II).
Selon Guillaume de Tyr, Gautier était "de belle apparence et renommé pour sa force". Sa mère Emma de Choques se remaria à Hugues II du Puiset-Jaffa, un cousin et ami d'enfance de la reine Mélisende, ce qui poussa les esprits malveillants à les accuser d'avoir une liaison. Gautier, poussé par le mari de Mélisende, le roi Foulques de Jérusalem, accusa son beau-père de trahison devant la Haute Cour de Jérusalem. Hugues nia les accusations et il fut décidé que le jugement serait effectué par duel judiciaire, mais Hugues prit peur et ne se présenta pas le jour convenu; Au contraire, il rallia la garnison musulmane de Ascalon et organisa une rébellion contre le roi Foulques. Il fut plus tard condamné à l'exil.
En 1148, Gautier fut présent au Concile d'Acre, où la noblesse chrétienne d'Orient se réunit avec Louis VII de France, l'Empereur germanique Conrad III et leurs armées fraîchement arrivées d'Europe pour la deuxième croisade.
Gautier s'est marié avec une femme prénommée Julienne. Leur fils Hugues Granier lui succéda comme seigneur de Césarée.